# Allium seirotrichum
Allium seirotrichum — вид трав'янистих рослин родини амарилісові (Amaryllidaceae), ендемік Алжиру.

## Опис
Листові пластини волосисті. Оцвітина чашоподібна. Цибулина яйцеподібна, 16 × 12 мм. Стеблина прямостійна, довжиною до 225 мм, вкритий листовими піхвами до 1/2 довжини. Суцвіття еліпсоїдне, малоквіткове. Листочки оцвітини 8–8.2 × 3.2–3.3 мм, білі з зеленою серединною жилкою. Коробочка 4–4.3 × 4.7–4.9 мм. 2n = 4x = 32.
Квітне з червня до кінця липня.

## Поширення
Ендемік Алжиру.
Цей вид рідкісний, представлений лише одною популяцією поблизу м. Бразза (комуна Zoubiria, північний Алжир). Росте на глинисто-мергельному схилі, де є перевипас вівцями та козами. Тому лише деякі особини, захищені колючими чагарниками, можуть досягти стадії цвітіння, що ставить цю розсіяну популяцію під надзвичайну загрозу.